# Schirpfentobel
Schirpfentobel (westallgäuerisch: ufm Dobl drobə) ist ein Gemeindeteil der Marktgemeinde Scheidegg im bayerisch-schwäbischen Landkreis Lindau (Bodensee).

## Geographie
Die Einöde liegt circa zwei Kilometer südwestlich des Hauptorts Scheidegg und zählt zur Region Westallgäu.

## Ortsname
Der Ortsname setzt sich aus dem Familiennamen Schirpf sowie dem Grundwort Tobel zusammen und bedeutet somit (Siedlung am) Tal des Schirpf.

## Geschichte
Der Ort wurde erstmals im Jahr 1569 als Schirpfentobel urkundlich mit Sebastian Schirpf ufm Tobl erwähnt. Schipfentobel gehörte einst der Herrschaft Altenburg an, später der Gemeinde Scheffau, die 1972 nach Scheidegg eingemeindet wurde.